# Zippy
Zippy é uma marca portuguesa especializada em bebés e crianças que acompanha pais e filhos desde o nascimento até à pré-adolescência. Oferece uma vasta gama de roupa e acessórios, produtos de puericultura, mobiliário e brinquedos.
Fundada pelo Grupo Sonae, a marca abriu em março de 2004, no GaiaShopping, e possui 38 lojas em Portugal. Atualmente a Zippy encontra-se presente em 20 países com mais de 100 lojas.
Em novembro de 2014, ano em que celebrou dez anos de existência, a Zippy apresentou um novo conceito de loja mais moderno e interativo, com novas tecnologias como ecrãs digitais e um playground digital onde as crianças podem jogar e brincar.
Paralelamente, lançou também novos serviços para as famílias, como sessões de aconselhamento de puericultura personalizadas, aluguer de bombas de aleitamento e carrinhos de substituição em caso de avaria.
Em 2014 a marca lançou também a sua loja online, disponível em Portugal e Espanha.
Em maio de 2025, o Grupo Sonae anunciou a venda das suas marcas de moda Zippy e MO à equipa de gestão em funções naquele momento, por 20 milhões de euros. A compra foi realizada pelo atual CEO da MO, Francisco Pimentel, e pelo Fundo Mercúrio, da Oxy Capital, a 24 de julho de 2025.

## Inovação
A Zippy foi a primeira marca de roupa infantil no mundo a incorporar um código para daltónicos nos seus produtos, o ColorADD, que permite uma fácil e correta identificação das cores, na coleção primavera-verão de 2013. Atualmente todos os produtos Zippy têm o ColorADD incorporado.
Em junho de 2015, lançou a primeira linha de t-shirts para crianças com repelente a mosquitos, tendo já lançado anteriormente uma linha de t-shirts com fator de proteção ultravioleta. Ainda em 2015, anunciou a linha antibacteriana para bebé, que inibe a propagação de bactérias.

## Prémios
A Zippy foi eleita "Marca de Confiança", pelo 3.º ano consecutivo, na categoria de lojas de roupa infantil e puericultura.
A Zippy foi ainda eleita "Melhor Marca 2015" na categoria Moda pela revista Marketeer.

## Internacionalização
A Sonae continua a fazer uma forte aposta na expansão da Zippy. A internacionalização da marca de vestuário para crianças arrancou em 2009, em Espanha, país onde a Sonae SR iniciou a sua atividade fora de Portugal.
Em setembro de 2010, a marca iniciou a sua expansão no Médio Oriente com a abertura de lojas na Arábia Saudita. Em junho de 2011, deu-se a abertura da primeira loja Zippy na Turquia. Em julho do mesmo ano, a marca chegou ao Egito. Em agosto, abriu a primeira loja no Cazaquistão.
Em agosto de 2012, a Sonae anunciou a abertura de lojas Zippy no Líbano. Em outubro, seguiu-se o anúncio da entrada no Azerbaijão e na República Dominicana. Em novembro do mesmo ano, a Sonae abriu as primeiras duas lojas Zippy na Venezuela.
Em março de 2013, a Sonae exportou a Zippy para o mercado marroquino, alargando a sua presença para o Norte de África. Em setembro de 2013, foi aberta a primeira loja na Jordânia. e, em outubro, no Qatar. Em 2013, inicia também o canal wholesale que conta com mais de 175 pontos de venda em todo o mundo.
No primeiro trimestre de 2014, a marca chegou à Arménia e Kuwait. Em outubro, expandiu a atividade na América Latina com a abertura da primeira loja no Chile.
Em janeiro de 2015, a marca abriu a primeira loja na Geórgia, reforçando a sua presença na região do Cáucaso. Em março, a Sonae abriu a primeira loja Zippy no Equador, no âmbito do plano de expansão na América Latina. Em maio, abriu a sua primeira loja no Iraque (Curdistão), alargando a presença da marca na região do Médio Oriente. Em setembro, a marca anunciou a entrada em quatro novos países da América Central: El Salvador, Costa Rica, Nicarágua e Guatemala.